# Avenida Nova Cantareira
A avenida Nova Cantareira é um logradouro do município de São Paulo, Brasil. Possui aproximadamente 8 km de extensão e passa por diversos bairros da zona norte da cidade, de Santana até a Serra da Cantareira.

## História
No século XIX, era uma estrada que ligava o núcleo urbano de São Paulo aos mananciais de água da Cantareira.

## Características
Trata-se de uma via longa e bastante heterogênea. Inicia-se em meio a uma movimentada região de Santana, bastante verticalizada em alguns trechos e de caráter tanto residencial (de classe média e média-alta) quanto comercial. Em seu trecho final, subindo a Serra da Cantareira, apresenta-se como uma via sinuosa e pouco movimentada - mas totalmente asfaltada - e com vegetação de Mata Atlântica em torno. Esse trecho tem predomínio de residências, condomínios horizontais e ruas fechadas.
Em certa altura da Nova Cantareira, subindo a serra, tem-se acesso à Estrada Velha Juqueri (continuação da Avenida Senador José Ermírio de Moraes). Esta estrada continua a subida da serra e dá acesso ao Núcleo "Águas Claras" do Parque Estadual da Cantareira, e no final, a Mairiporã.